# Martos (kommunhuvudort)
Martos är en kommunhuvudort i Spanien.   Den ligger i provinsen Provincia de Jaén och regionen Andalusien, i den södra delen av landet, 300 km söder om huvudstaden Madrid. Martos ligger 661 meter över havet och antalet invånare är 24 655.
Terrängen runt Martos är kuperad österut, men västerut är den platt. Runt Martos är det ganska tätbefolkat, med 60 invånare per kvadratkilometer. Närmaste större samhälle är Jaén, 16,9 km öster om Martos. Trakten runt Martos består till största delen av jordbruksmark.